# Medasina sikkima
Medasina sikkima är en fjärilsart som beskrevs av Moore 1887. Medasina sikkima ingår i släktet Medasina och familjen mätare. Inga underarter finns listade i Catalogue of Life.